# Thylamys velutinus
Thylamys velutinus (nome popular: Gambá-rato-anão-de-cauda-gorda ou Catita) é uma espécie de cuíca endêmica do Brasil. Apresenta hábito exclusivamente noturno e ocorre em áreas abertas do Cerrado e na transição entre esse bioma e a Mata Atlântica.Thylamys é um gênero de marsupial da família dos didelfídeos (Didelphidae), o termo “velutinus” vem do latim “velutinae” que significa aveludado.Portanto, o nome desse marsupial é dado em referência a textura de sua pelagem. Sugere-se que seja um animal semi-arborícola ou exclusivamente terrestre. A espécie é considerada insetívora-onívora, ou seja, alimenta-se de artrópodes, frutas e pequenos vertebrados.    
É um marsupial de pequeno porte e se diferencia dos outros subtipos justamente por seu tamanho mais reduzido. Tem comprimento total variando entre 79 e 110mm, cauda mais curta que o comprimento da cabeça e do corpo (entre 65 e 91mm) e pode pesar de 13 a 36g . Com pelagem marrom-avermelhada no dorso e creme-esbranquiçada no ventre, o Thylamys velutinus apresenta uma faixa de pelos escura ao redor dos olhos e uma cauda avolumada que serve como reservatório de gordura. Junto com Thylamys karimii, distingue-se pela cauda curta, ausência de ponta preênsil, pés pequenos e garras longas . As alterações climáticas (secas e úmidas) das savanas no período Pleistoceno podem ter desencadeado o isolamento e a especiação de T. velutinus nas áreas de Cerrado brasileiras . 
T. velutinus está inserida, desde 2021, na lista vermelha de espécies em extinção da IUCN na categoria “quase ameaçado” (Near-Threatened), significando que pode ser vulnerável à extinção em um futuro próximo. Ademais, foi citada na lista do Ministério do Meio Ambiente e Mudança do Clima (MMA) em 2014 como “vulnerável” (VU), mas em 2023 foi publicada como “menos preocupante” (LC). A principal ameaça à espécie é a conversão de áreas nativas para a produção agrícola, principalmente de soja, e pecuária, além de incêndios de origem antrópica. E, embora a perda e degradação de habitat seja alarmante, não há evidências de declínio populacional que justifiquem sua classificação como espécie ameaçada.  

## Distribuição Geográfica e Habitat
De modo geral, o gênero Thylamys possui ambientes xéricos, sazonais, áreas semiáridas e montanhas como habitats preferenciais. Esses mamíferos apresentam cauda com maior acúmulo de gordura, característica semelhante a de espécies de regiões mais desérticas e sazonais . Devido a morfologia, sugerem que o gênero Thylamys, com cauda curta e garras desenvolvidas, ocupe estratos arbóreos e arbustivos de forma mais limitada, quando comparado com outros pequenos didelfídeos, classificando-se como uma espécie semi-arborícola. Pelas observações pessoais de E. M. Vieira, a espécie parece não utilizar o estrato arbóreo como refúgio em seguida soltura pós-captura. Indivíduos dessa espécie fogem paro o solo, mesmo quando soltos diretamente no tronco de árvores no Cerrado.   
Definiu-se em 2005 a espécie como sendo exclusiva do sudeste do Brasil. Porém, há registros da presença desse marsupial, a partir de estudos ecológicos, no Brasil Central. A presença do T. velutinus no bioma Mata Atlântica ainda é questionada. Os registros anteriormente conhecidos (Ipanema - SP e Lagoa Santa - MG) são de áreas de transição entre Mata Atlântica e Cerrado que possuem mosaicos de vegetação aberta e florestal. Em coletas realizadas no bioma Mata Atlântica, mais especificamente de 40 locais amostrados, não foi obtido nenhum registro. Tendo em vista a presença da espécie no Cerrado, espera-se que T. velutinus tenha sido encontrado em áreas abertas na faixa de transição, portanto em áreas similares a desse bioma.
Essa espécie parece ter distribuição restrita nas áreas sul e central do bioma Cerrado, tendo em vista os registros feitos em São Paulo e Minas Gerais, Distrito Federal e no Estado de Goiás  . Há registros de T. velutinus em fitofisionomias do Cerrado sensu stricto e campo sujo. O acúmulo de gordura na cauda, considerado uma adaptação a ambientes relativamente xéricos e sazonais. T. velutinus estaria adaptado as condições climáticas sazonais do Cerrado, com período de estiagem bem definido. A abundância da espécie em áreas em estágios iniciais de sucessão pós-fogo é maior, visto que se caracterizam por áreas com condições ainda menos favoráveis pela ausência de vegetação arbustiva e graminóide desenvolvida.      

## Taxonomia e Evolução
A espécie foi descrita em 1842, por Johann Andreas Wagner, como Marmosa velutinus. Anteriormente, acreditava-se que o gênero Thylamys era incluso no grupo elegans dentro do gênero Marmosa, junto com outros quatro grupos: microtarsus, noctivaga, murina e cinerea. Após comprovação científica, esses grupos foram elevados à categoria de gênero sendo um deles o Thylamys que se diferencia dos espécimes de Marmosa pela presença de garras longas e de caudas que acumulam gordura e são menos compridas que o corpo. Os dois gêneros são caracterizados por marsupiais que possuem máscaras escuras ao redor dos olhos. Em 1933, no trabalho de George Henry Hamilton Tate, a espécie foi renomeada como Thylamys velutinus, sendo incluída no novo gênero descrito.             

## Comportamento e Ecologia
Thylamys velutinus é considerado como uma espécie exclusivamente noturna com pico de atividade logo após o crepúsculo e com declínio na atividade ao longo da noite, de acordo com características de espécies de pequenos mamíferos insetívoros. Por serem mamíferos de pequeno porte, T. velutinus podem facilmente ser predados por outras espécies maiores, com registros confirmados, como corujas (Coruja-buraqueira, Coruja-das-torres e Corujão-orelhudo). 
É tido como uma espécie insetivo-onívora, assim como as espécies do mesmo gênero T. macrurus e T. karimii. Possuem dietas compostas por outros animais (74,4%– composta principalmente por artrópodes) e vegetais (26,6%). Frutas, insetos e filhotes de camundongos compõem a dieta desses animais. As estimativas do território para os indivíduos de velutinus são poucas. Porém, no Cerrado, T. velutinus possui o território com variação de 1,70 ha a 2,28 ha. 

## Reprodução e Ciclo de vida
Segundo Carmignotto e Monfort (2006), não foi possível avaliar o dimorfismo sexual da espécie. Espera-se que as características de machos e fêmeas para a espécie T. kamimii se apliquem para T. velutinus. Fêmeas de Thylamys karimii apresentam garganta e barriga amareladas; machos possuem ventres esbranquiçados. O dimorfismo é mais perceptível na estação chuvosa, quando, provavelmente, é a época reprodutiva da espécie. O gênero Thylamys é marcado por reprodução fortemente sazonal, o que é esperado diante dos habitats que vivem.